# فالز ویلیج (کنتیکت)
فالز ویلیج (به انگلیسی: Falls Village) یک حوزه سرشماری و بافت تاریخی در ایالات متحده آمریکا است که در کنتیکت واقع شده‌است.